# Латинка Петрова
Латинка Петрова-Джонгалова е българска театрална и филмова комедийна актриса.

## Произход
Родена е на 1 януари 1944 година в с. Горна Козница, Кюстендилско. Тя произхожда от стар търговски род, чийто предци идват от гр. Прилеп. Баща ѝ е финансист от София с артистични наклонности, който доживява до 96-годишна възраст. Има по-голяма сестра.

## Биография
През ученическите си години учи акордеон и пиано. По сцените е от 16-годишна възраст като изпълнителка на народни песни. Във ВИТИЗ влиза след втория си опит и завършва актьорско майсторство в класа на проф. Стефан Сърчаджиев, заедно със Стефан Данаилов, Стефан Мавродиев, Илия Добрев, Продан Нончев, Меглена Караламбова, Милен Пенев и други.
Играе първоначално в кюстендилската трупа, където още с първата си роля в „Калпаците“ на Панчо Панчев, идва в София на националния преглед на българската драма и театър и получава наградата за най-добра женска роля и тази на комсомола. 
Работи в Сатиричния театър в продължение на 29 години, където изпълнява над 100 роли, но не получава големи шансове за изява – почти 9 години е „в резерва“. Прави обществения си дебют през 1981 година с „Щръклица“, където успешно замества болната по това време Невена Коканова.
Скоро след демократичните промени през 1989 г. напуска Сатирата на 55 години и излиза на свободния пазар. Първо се отдава на обществена дейност – ходи по митинги, заема поста общински съветник към СДС в район „Младост“.
По-късно се присъединява към Пътуващия театър и обикаля с него страната.
Написва авторски спектакъл „Така не става“ и с колежката си Елена Кънева обикалят провинциалните театри, като го играят към 300 пъти. Вторият ѝ авторски спектакъл е „Надежда има“. Моноспектакълът „Връщам парите“ е ретроспекция на живота ѝ, в който изпълнява песни от „Златният кос“.
Тя е и последният сценичен партньор на легендарния Георги Парцалев.
През 2008 година участва в реклама на M-Tel Homebox. Рекламата става супер успешна, Латинка добива широка популярност сред по-младото поколение и подписва договор с компанията за участие в рекламите им в следващите години. Следват редица кампании за интернет, мобилни и домашни телефони, мобилни програми и т.н.
В края на 2010 г. взима участие във видеоклип на Галена, Емилия и Малина, в който играе една от жителките на кооперация, в която всички жени се борят за любовта на един и същи мъж.
Добрата физическа форма ѝ позволява през 2013 г. да участва в танцувалното телевизионно шоу „Dancing Stars“, където се изявява като една от най-атрактивните участнички.
През 2014 г. също се снима в музикален клип – този към песента „Между нас“ на Галин, Ани Хоанг и Кристиана.

## Семейство
На 1 януари 1974 г. се омъжва за тенора от Радио София Красимир Джонгалов, с когото има една и съща рождена дата, както и дата на сватбата. Той е завършил художествена гимназия със специалност живопис, а след това Художествената академия със специалност дърворезба, като между другото развива хобито си – пеенето. Пее в студентския хор, през 1972 г. влиза в Мъжкия хор под диригентството на Михаил Милков, от 1981 година е в хора на Радио София.
От него има две деца – син и дъщеря. Синът, Мартин Джонгалов, е ядрен физик, доктор на науките, работил 8 години в Лабораторията за ядрени изследвания във Ванкувър. Дъщерята, Линда Джонгалова, завършва българска филология и работи като журналист. На работа е в Нова телевизия още. 
Интересува се от езотерика и 4 пъти е посещавала пророчицата Ванга.

## Телевизионен театър
- „Орхидеите растат на Монте Гросо“ (1982) (Любен Попов)
- „Вражалец“ (1970) (Ст. Л. Костов) (Първа реализация)

## Филмография
Участва в редица филмови и телевизионни продукции:
- „Във влака“ (1971) – естрадната певица
- „Дядото на Салваторе“ (1972)
- „И това, ако е морал“ (1975)
- „Покрив“ (1978) – Кинчето
- „Опасен чар“ (1984)
- „Адио Рио“ (1989)
- „Дунав мост“ (7-сер. тв, 1999)
- „Ганьо Балкански се завърна от Европа“ (4-сер. тв, 2004) – Богутинска (в 3 серии: I, II и IV)
- „Забранена любов“ (2008 – 2009)
- „Корпус за бързо реагиране“ (2012)
- „Щастливи заедно“ (2012), дипломна работа на абсолвент на НАТФИЗ[15]
- „Шменти капели: Легендата“ (2013 – 2014) – (15 серии) – госпожица Хортензия
- „Корпус за бързо реагиране 2: Ядрена заплаха“ (2014) – жената в асансьора
- „Рудолфо и Валентино“ (2012), филм, посветен на Рудолф Валентино[16]

Озвучава чуждестранни анимационни филми:
- „Хотел Трансилвания“ – Спаружени глави (американски, 2012)
- „Лоракс“ – Норма (американски, 2012)
- „Отнесена от духовете“ – Юбаба и Зениба (японски, 2012) [15]
- „Рио 2“ – Мими (американски, 2014)
- „Хотел Трансилвания 2“ – Спаружени глави (американски, 2015)